# Nexø Museum

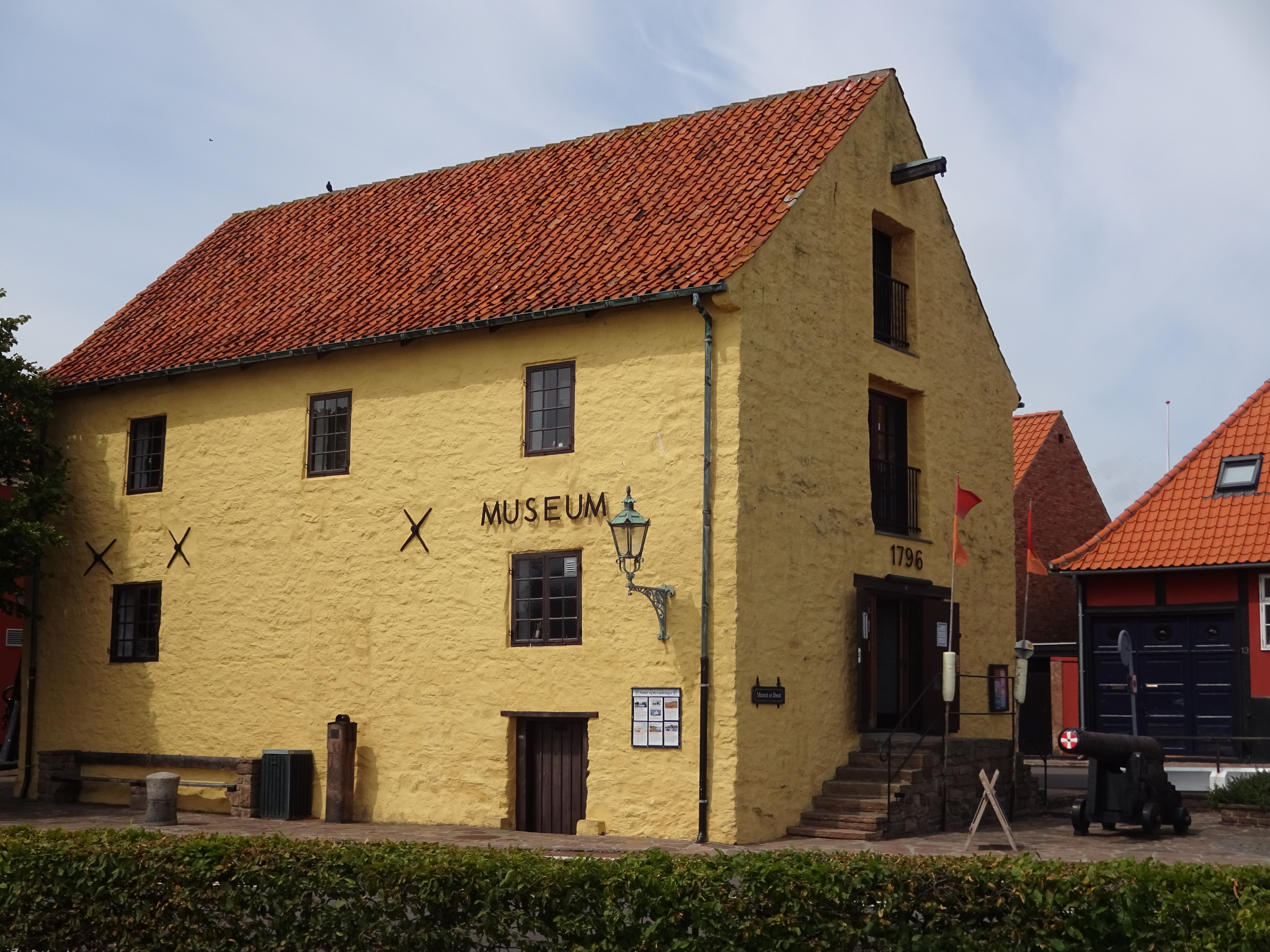
Museum in Nexoe

Das Nexø Museum ist das Heimatmuseum der Gemeinde Nexø an der Ostküste der dänischen Insel Bornholm. Es ist im ehemaligen Rathaus und Gefängnis untergebracht, das im Jahr 1796 erbaut wurde. Es liegt direkt am Hafen in der Straße Havnen 9.
Das 1970 eröffnete Museum präsentiert Ausstellungen zur Stadtgeschichte, insbesondere als Schifffahrts- und Fischereistandort. Zeitweilig war der Ort der drittgrößte Fischereihafen Dänemarks. Breiten Raum nehmen auch der Zweite Weltkrieg und seine Auswirkungen vor Ort ein. Weitere Themen sind die Geschichte des örtlichen Krankenhauses (von 1902 bis 1989) und die Entwicklung von Handel und Gewerbe der Stadt, insbesondere die von Christian Strand (1833–1907) im Jahr 1862 gegründete Eisengießerei. Im aus Naturstein gebauten Keller finden sich einige Exponate zu Gerätschaften des mittelalterlichen und frühneuzeitlichen Strafvollzugs.